# Valle del Sole
Valle del Sole è una frazione del comune di Pizzoferrato, in provincia di Chieti, posta a 1492 m s.l.m.

## Geografia fisica

### Territorio
Il villaggio, fondato negli anni settanta, è posto all'interno del parco nazionale della Maiella, su un piccolo altopiano del monte San Domenico, nei pressi del Bosco sacro di San Domenico, a 1492 m s.l.m. Il villaggio, fondato con vocazione turistica, ha una scarsa popolazione residente ed è popolato durante le stagioni estiva e invernale. La zona è limitrofa a quella degli altipiani maggiori d'Abruzzo.
Nel villaggio c'è una piccola chiesa dedicata a San Domenico e alcuni sentieri del CAI.

### Clima
Nel complesso, sebbene il mare non sia molto lontano, a causa dell'altitudine e delle barriere montuose il clima è di tipo alpino. Gli inverni sono lunghi e freddi. La neve cade da ottobre-novembre a maggio e spesso raggiunge 2 metri di altezza. Le piogge sono concentrate nei mesi primaverili e autunnali. In estate le temperature sono relativamente fresche.

### Vegetazione
La vegetazione è costituita da faggeti e querceti per la maggior parte del territorio, e da campi di cardi e arbusti per la minor parte di esso.

## Storia
Il villaggio turistico fu costruito nel 1970, aspirando alla fama di centri come Roccaraso o Campo di Giove. Il progetto prevedeva la costruzione di circa 100 palazzine e centri d'intrattenimento. Pizzoferrato accettò la costruzione di questo centro. A lavoro terminato molte furono le famiglie (soprattutto pugliesi, romane e napoletane) che acquistarono appartamenti; inoltre, prevedendo che il centro turistico sarebbe stato fonte di guadagno, il numero di iscritti all'istituto alberghiero aumentarono. Ma negli anni successivi, vista la mancanza degli impianti e delle strutture di intrattenimento previste, l'economia turistica è crollata con la svendita degli appartamenti. 
Recentemente la graziosa frazione di questo comune è assurta alle cronache per lo scandalo dell'assenza di un impianto di depurazione delle acque reflue, opera primaria mai realizzata né dagli imprenditori che, al tempo, hanno edificato le oltre 100 palazzine del comprensorio, né da parte delle istituzioni locali in epoche successive, pur rientrando tale opera tra quelle essenziali di un complesso residenziale e dovendo rispettare le disposizioni del D.lgs. n. 152 del 3 aprile 2006. La vicenda ha creato molte tensioni con i proprietari di case in Valle, che pretendono rispetto, in quanto cittadini di Pizzoferrato a pieno titolo, e vogliono la rinascita di questo comprensorio. 

## Chiesa di San Domenico in Silvis
La chiesetta è l'elemento più antico della frazione,  quando non esisteva ancora, e la zona era nota come "La Valle". La chiesetta  sorge all'ingresso del boschetto, a nord dell'attuale abitato,  un documento del 1291 attesta la presenza di questa chiesa,  dedicata a San Domenico da Sora, il protettore di Cocullo e simbolo del rito dei serpari. Infatti il culto di san Domenico è presente anche a Pizzoferrato, poiché il rito sacro dello sfregamento presso la grotta sacra, dove gettare i peccati e le impurità del corpo, presente anche nel patrimonio cultuale sacro di Villalago e Cocullo, presso la grotta sotto il santuario di San Domenico a Cocullo con la manna benedetta, è documentato a Pizzoferrato anche in queste aree, già dai tempi di Antonio De Nino. 
La parte più antica della chiesa è la grotta sacra sotto l'altare, dove ancora oggi i fedeli si recano per il rito dello sfregamento corporale sulla roccia. Nel 1921 l'antica cappella fu rifatta daccapo in stile neoclassico, con esterno in pietra semplice,  a capanna con architrave a timpano triangolare e portale semplice; l'interno a navata unica con volta a botte e due campate divise da arco, con la nicchia nell'altare maggiore, che conserva la statua processionale.

## Collegamenti stradali
È collegato al Valico della Forchetta, attraverso una strada provinciale e ai due piccoli centri di Pizzoferrato attraverso la SP166, da cui dista 3,6 km e Gamberale, raggiungibile in 5 km per la strada più breve.